# Нолотов дукат
Нолотов дукат (лат. Aloeides nollothi, енгл. Nolloth's copper) је врста инсекта из реда лептира (Lepidoptera) и породице плаваца (Lycaenidae). 

## Распрострањење
Ареал врсте је ограничен на две државе. Јужноафричка покрајина Северни Кејп и Намибија су једина позната природна станишта врсте. Први пут је идентификована у близини јужноафричког града Порт Нолот.

## Угроженост
Ова врста се не сматра угроженом у погледу изумирања.